# Garamond (carattere)

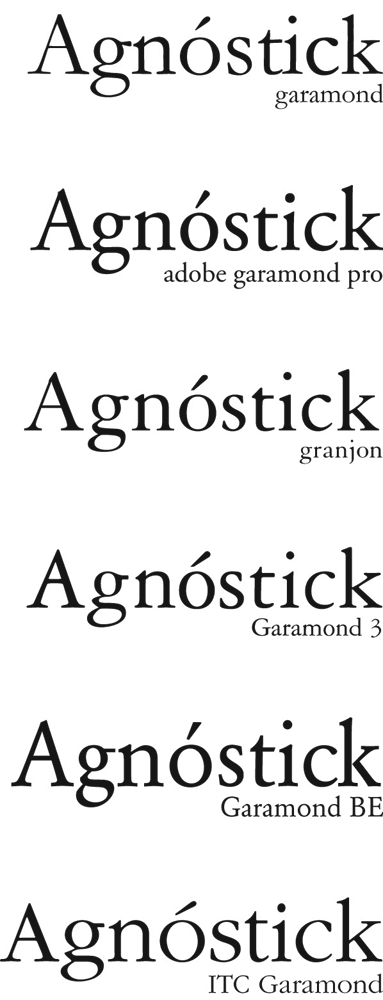
Esempi di alcune delle diverse varianti del Garamond

Garamond è il nome dato a diversi tipi di caratteri tipografici, tutti più o meno riconducibili al lavoro del tipografo francese del XVI secolo Claude Garamond.
Il Garamond "originale" è un carattere con grazie di stile rinascimentale e, tra i caratteri disponibili sul mercato oggi, quello più somigliante all'originale del XVI secolo è il Granjon.
Il Garamond è uno dei caratteri più usati nell'editoria.
Un carattere simile al Garamond fu usato anche per le cifre delle targhe automobilistiche italiane per un periodo antecedente al 1951..

## Versioni recenti

### Simoncini Garamond
Nel 1958 il tipografo bolognese Francesco Simoncini realizzò una nuova versione del carattere, che da lui prese il nome Simoncini Garamond. Divenne lo standard per molti editori italiani, fra i quali Rizzoli, Feltrinelli e Einaudi (nella versione Einaudi Garamond).

### EB Garamond
Pubblicato nel 2011 da Georg Mayr-Duffner, EB Garamond è una versione libera di Garamond, rilasciata con licenza SIL Open Font (OFL). Duffner utilizzò come base la progettazione lo Specimen stampato da Conrad Berner nel 1592, con caratteri corsivi di Robert Granjon.
Il font, mantenendo lo stesso nome, fu risistemato da Octavio Pardo (con aggiornamenti fino al 2021) e fu reso disponibile su Google Fonts.